# انقلاب الأحدب
انقلاب الاحدب (أو الانقلاب التفزيوني) هو محاولة انقلاب أبيض (بلا سلاح) قام به العميد عزيز الأحدب، وقائد المنطقة العسكرية في بيروت، مساء 11 آذار (مارس) 1976، عندما تسلل إلى شاشة تلفزيون لبنان الرسمية، وقام بقراءة "البيان رقم واحد" مباشرة على الهواء، واصفاً حركته بالإصلاحية والتي ترمي لإنقاذ وتوحيد الجيش اللبناني طالب من رئيس الجمهورية سليمان فرنجية الاستقالة تمهيداً لانتخاب رئيس جديد. لكنه اختفى بعد ساعات وآلت محاولته بالفشل إذ اعتُبر بيانه “البيان الأول والأخير”.

## تاريخ
على اثر الحرب الاهلية اللبنانية التي اندلعت عام 1975 تفكك الجيش اللبناني وسقطت الثكنات العسكرية في العديد من المناطق، وسط نمو ظاهرة الملازم أول احمد الخطيب الذي أعلن تشكيل «جيش لبنان العربي» بعد إعلان تمرده على القيادة يوم 21 كانون الثاني (يناير) عام 1976 وانفصاله مع مجموعة من العسكريين الذين التحقوا به، ليقوم بعدها بمهاجمة الثكنات، مستنداً إلى دعم مالي ولوجستي فلسطيني. تبعه استيلاؤه على الثكن العسكرية في عدد من المناطق اللبنانية.
هذا الوضع المتردي دفع بالعميد عزيز الأحدب قائد المنطقة العسكرية في بيروت إلى إعلان "البلاغ رقم واحد" من محطة تلفزيون لبنان في تلة الخياط وأمامه مسدس على الطاولة، في الثامنة والنصف من مساء 11 آذار (مارس) 1976، توقيتًا مع نشرة الأخبار المسائية، واصف عندها حركته بالإصلاحية وترمي لإنقاذ الجيش وإعادة لحمته والطلب من رئيس الجمهورية سليمان فرنجية الاستقالة تمهيداً لانتخاب رئيس جديد خلال عشرة أيام معلناً في الوقت نفسه حال الطوارئ في لبنان ومنع التجول في بيروت.
لاقت حركته الإصلاحية تأييداً من أوساط سياسية ومن عدد من الضباط في أيامها الأولى، في حين التزم قائد الجيش حنا سعيد بالصمت. لم يحظَ الانقلاب بتأييد القطع العسكرية المقاتلة التي انضم أكثرها إلى أحمد الخطيب. بالمقابل قامت ميليشيات الجبهة اللبنانية باحتلال ثكنة الفياضية يوم 12 آذار (مارس) 1976، فيما أعلن العقيد انطوان بركات ابن زغرتا ولاءه للرئيس سليمان فرنجية منذ 12 آذار (مارس) وأعلن تأسيس ما سمي بـ«جيش الشرعية» ومقره ثكنة الفياضية. كما تم تشكيل تجمع عسكريي ثكنة صربا بقيادة العقيد أنطوان لحد، الذي ترك قيادة البقاع لينضم إلى رفاقه في المناطق المسيحية، وتجمع عسكريي مسيحي زحلة الذي كان بقيادة المقدم إبراهيم طنوس (قائد الجيش فيما بعد) والرائد طارق نجيم، والملازم أول يوسف الطحان.

## البلاغ رقم واحد
البلاغ رقم واحد كما جاء:
انقاذاً لوحدة الجيش، وإعادة اللحمة إلى العسكريين، وإنقاذاً للوضع المتدهور في البلاد، ولما كانت التحذيرات المتواصلة قد ذهبت أدراج الرياح، وحفاظاً على المصلحة اللبنانية العليا، وإعادة اللحمة إلى الشعب اللبناني الكريم، وبوحي من ضميري، وأصالتي العسكرية، وانطلاقاً من مسؤوليتي أمام الله والتاريخ، أقرر ما يأتي:
1. أطلب من فخامة رئيس الجمهورية محافظة على الوحدة اللبنانية أن يتمثل بزميله الاسبق الشيخ بشارة الخوري، ويقدم استقالته من سدة الرئاسة، وإلا أعتبر بحكم المستقيل.
2. أطلب من الحكومة اللبنانية، أن تقدم استقالتها خلال 24 ساعة وإلا اعتبرت بحكم المستقيلة.
3. أطلب إلى جميع القطاعات المدنية والعسكرية أن تؤيد حركتي الإصلاحية وأن تلتزم بالهدوء والسكينة تحت طائلة المسؤولية.
4. أعلن حالة الطوارئ في البلاد وأمنع التجول في منطقة بيروت حتى إشعار آخر.
5. أدعو مجلس النواب خلال سبعة أيام من تاريخ هذا البلاغ إلى انتخاب رئيس جديد للبلاد.
6. أدعو فخامة رئيس الجمهورية الجديد إلى تشكيل حكومة جديدة فور انتخابه.
7. أطلب من المديرين العامين تأمين الأشغال في وزاراتهم كالمعتاد.
8. أطلب إلى جميع القوات المسلحة أن تطلق النار فوراً على كل من تحدثه نفسه القيام بأعمال الشغب أو السلب تحت طائلة المسؤولية.
9. أؤيد ما جاء في نداء العماد قائد الجيش الموجه إلى العسكريين بتاريخ 10آذار 1976
10. أؤيد المبادرة السورية الأخوية بكل قواي لإخراج البلاد من الأزمة الكارثة التي تتخبط فيها الفئات المتصارعة.
11. أعلن الالتزام بالاتفاقات السابقة الموجودة بين السلطة اللبنانية وإخواننا الفلسطينيين.
12. أعلن بأن الجيش سيلتزم حماية الرئيس فرنجية مدى الحياة.

أعلن من الآن انني لست طامعاً في الحكم، ولا أؤمن بالحكم العسكري إلا كوسيلة لإنقاذ الحكم المتدهور، لذلك قررت الاحتفاظ بمركزي كقائد لمنطقة بيروت، وسأسلم أمانة الحكم إلى أصحابها فور انتخاب الرئيس الجديد.
والله من وراء الفعل نعم المولى ونعم الوكيل.
بيروت 11/3/1976 العميد الأول الركن عزيز الأحدب ــ قائد منطقة بيروت والحاكم العسكري المؤقت.